# サンバ!こぶしジャネイロ/バッチ来い青春!/オラはにんきもの
「サンバ!こぶしジャネイロ/バッチ来い青春!/オラはにんきもの」（サンバ!こぶしジャネイロ/バッチこいせいしゅん!/オラはにんきもの）は、2016年7月27日にアップフロントワークス（zetimaレーベル）から発売されたこぶしファクトリーの3枚目のメジャーシングル。同日、mora（レーベルゲート）にて96kHz/24bitによるハイレゾ版（ファイル形式はFLAC）を含むダウンロードシングルとしても同時配信された。

## 概要
3曲目に収録の「オラはにんきもの」は、野原しんのすけ（矢島晶子）の同名曲をカバー。テレビ朝日が主催する『愛踊祭（あいどるまつり）2016 国民的アニメソングカバーコンテスト』のエリア代表決定戦課題曲となっている
。
初回生産限定盤A・B・C、通常盤A・B・Cの6形態での発売。初回生産限定盤はCD+DVD、通常盤はCDのみの商品構成。初回生産限定盤のみ、イベント抽選シリアルナンバーカードが封入されている。通常盤の初回仕様のみ、トレカサイズ生写真ソロ8種+集合1種よりランダムにて1枚封入（通常盤Aは「サンバ!こぶしジャネイロ」Ver.、通常盤Bは「バッチ来い青春!」Ver.、通常盤Cは「オラはにんきもの」Ver.）。

## 収録曲
| #  | タイトル                                  | 作詞         | 作曲                  | 編曲                                      | 時間 |
| -- | ----------------------------------------- | ------------ | --------------------- | ----------------------------------------- | ---- |
| 1. | 「サンバ!こぶしジャネイロ」               | 星部ショウ   | 星部ショウ            | hasiejaneiro （ブラスアレンジ：竹上良成） | 3:39 |
| 2. | 「バッチ来い青春!」                       | イイジマケン | イイジマケン 炭竃智弘 | gaokalab                                  | 4:38 |
| 3. | 「オラはにんきもの」                      | 里乃塚玲央   | 小杉保夫              | 菊谷知樹 （ブラスアレンジ：竹上良成）     | 3:26 |
| 4. | 「サンバ!こぶしジャネイロ」(Instrumental) |              |                       |                                           | 3:39 |
| 5. | 「バッチ来い青春」(Instrumental)          |              |                       |                                           | 4:38 |
| 6. | 「オラはにんきもの」(Instrumental)        |              |                       |                                           | 3:26 |

| #  | タイトル                                 | 作詞 | 作曲・編曲 | 時間 |
| -- | ---------------------------------------- | ---- | ---------- | ---- |
| 1. | 「サンバ!こぶしジャネイロ」(Music Video) |      |            | 5:36 |

| #  | タイトル                         | 作詞 | 作曲・編曲 | 時間 |
| -- | -------------------------------- | ---- | ---------- | ---- |
| 1. | 「バッチ来い青春!」(Music Video) |      |            | 5:28 |

| #  | タイトル                          | 作詞 | 作曲・編曲 | 時間 |
| -- | --------------------------------- | ---- | ---------- | ---- |
| 1. | 「オラはにんきもの」(Music Video) |      |            | 3:48 |

## リリース日一覧
| 地域 | リリース日    | レーベル              | 規格                                              | カタログ番号                    |
| ---- | ------------- | --------------------- | ------------------------------------------------- | ------------------------------- |
| 日本 | 2016年7月27日 | zetima/UP-FRONT WORKS | マキシシングル+DVD                                | EPCE-7227/28（初回生産限定盤A） |
| 日本 | 2016年7月27日 | zetima/UP-FRONT WORKS | マキシシングル+DVD                                | EPCE-7229/30（初回生産限定盤B） |
| 日本 | 2016年7月27日 | zetima/UP-FRONT WORKS | マキシシングル+DVD                                | EPCE-7231/32（初回生産限定盤C） |
| 日本 | 2016年7月27日 | zetima/UP-FRONT WORKS | マキシシングル                                    | EPCE-7233（通常盤A）            |
| 日本 | 2016年7月27日 | zetima/UP-FRONT WORKS | マキシシングル                                    | EPCE-7234（通常盤B）            |
| 日本 | 2016年7月27日 | zetima/UP-FRONT WORKS | マキシシングル                                    | EPCE-7235（通常盤C）            |
| 日本 | 2016年7月27日 | zetima/UP-FRONT WORKS | ダウンロードシングル （AAC-LC）                   | EPCE-7233                       |
| 日本 | 2016年7月27日 | zetima/UP-FRONT WORKS | ハイレゾダウンロードシングル （FLAC 96kHz/24bit） | EPCE-7233-HR                    |

## 参加ミュージシャン
サンバ!こぶしジャネイロ
- プログラミング：hasiejaneiro
- トランペット：鈴木正則
- トロンボーン：佐藤洋樹
- テナーサックス：竹上良成
- サンバホイッスル：山尾正人
- コーラス：塩原奈美子・船生浩美
- ボイス&コーラス：こぶしファクトリー・橋本慎・泰誠・星部ショウ

バッチ来い青春!
- プログラミング&ギター&タンバリン&トライアングル&コーラス：イイジマケン
- プログラミング&ベース&キーボード&コーラス：炭竃智弘
- ギター：園木理人
- コンガ&ビブラスラップ&シェイカー：坂井"Lambsy"秀彰

オラはにんきもの
- プログラミング&ギター：菊谷知樹
- ベース：スティング宮本
- トランペット：小澤篤士
- トロンボーン：鹿討奏
- アルト&テナー&バリトンサックス：竹上良成
- MC：さわやか五郎
- ボイス&コーラス：こぶしファクトリー・船生浩美・橋本慎・山尾正人